# Chiesa delle Clarisse (Siena)
La chiesa delle clarisse è una piccola struttura religiosa intitolata a Santa Chiara e annessa al convento delle Clarisse a Siena, in via Paolo Mascagni.

## Descrizione
La chiesa è divisa in due ambienti da una cancellata per permettere la separazione tra la prima parte permessa ai fedeli esterni (subito dopo l'entrata della chiesa) e quella frequentata dalle suore (nella parte posteriore). La chiesa custodisce una tavola degli anni settanta del Duecento. La tavola, attribuita a Rinaldo da Siena, raffigura Cristo e la Vergine in trono e rivela, l'arte senese di quegli anni, con palesi influenze stilistiche da Coppo di Marcovaldo.